# Analytisk kemi

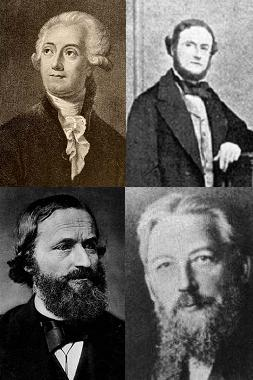
Några analytiska kemister: Lavoisier, Wilhelm Ostwald och Gustav Kirchhoff

Analytisk kemi en gren inom kemin som inriktar sig på undersökning av prover för att fastställa ämnets natur, hur det är uppbyggt, vad det innehåller och hur mycket av respektive ämne det innehåller.

## Typer av analytisk kemi
Analytisk kemi kan delas upp i två typer, kvalitativ respektive kvantitativ.
I analytisk kemi studeras ett ämnes beståndsdelar och struktur. Analysen kan vara både kvalitativ och kvantitativ. I en kvalitativ metod studeras vilka ämnen som ingår i ett prov (både vilka grundämnen som ingår och vilken kemisk struktur som föreligger kan räknas hit). I en kvantitativ analys studeras hur mycket av ett visst ämne som ingår i ett prov.

### Kvalitativ analys
I en kvalitativ analys undersöks vilket eller vilka ämnen som ett prov innehåller.

### Kvantitativ analys
I en kvantitativ analys undersöks hur mycket av ett visst ämne som ett prov innehåller.

## Tekniker inom analytisk kemi

### Gravimetri
Metoder för att följa provets massa.

### Titrering
Metod för att avgöra koncentrationen hos en lösning.

### Reagens
Metod för att ta reda på förekomsten av olika joner eller molekyler i ett prov.

### Potentiometri
Potentiometri är en kemisk analysmetod som använder sig av jonselektiva elektroder för att mäta den fria aktiviteten hos joner i lösning. Grundläggande samband beskrivs av Nernsts ekvation. Metoden är förhållandevis billig.

### Kromatografi
I kromatografi utnyttjar man olika ämnens olika affinitet till en stationär fas i kombination med deras olika löslighet i en vätska (vätskekromatografi) eller olika ångtryck (gaskromatografi) för separation av dessa ämnen. Metoden kan både användas för analys av små prov och för storskalig separation i industriella kolonner. 

#### Skiktsmetoder
- Papperskromatografi (PC)
- Tunnskiktskromatografi (TLC)

Dessa två metoder är billiga att genomföra då de inte kräver stora investeringar i apparatur. I sin enklaste form krävs bara en platta/ett papper, lösningsmedel samt en burk med lock.

#### Kolonnmetoder
- Vätskekromatografi (LC)
  - HPLC (High performance liquid chromatography)
- Gaskromatografi (GC)
- Kapillärelektrofores (CE)

### Spektroskopi
I spektroskopiska metoder använder man sig av fenomenet att atomer och molekyler absorberar och emitterar strålning av en viss energi då en atom eller molekyl "hoppar" mellan olika energitillstånd. I regel kan både en kvalitativ och en kvantitativ analys utföras efter kallibrering. IR och NMR lämpar sig också bra för strukturbestämning.
- Atomabsorptionsspektroskopi (AAS) Används främst för att studera övergångar mellan elektronorbitaler.
- Atomemissionsspektroskopi (AES) Används främst för att studera övergångar mellan elektronorbitaler.
- NMR-spektroskopi (Nuclear magnetic resonance, kärnmagnetisk resonansspektroskopi) Studerar övergångar i kärnspinn. Väldigt dyr utrustning, NMR-spektrometer, som kräver bland annat supraledande magneter som kyls med flytande helium.
- Blåsrörskemi (Historiskt kuriosum)
- Infraröd spektroskopi (IR) Det är främst vibrations- och rotationsövergångar hos molekyler som ger upphov till övergångar i det infraröda området.
- Spektrofotometri Provlösningen förs in i en kyvett och genomlyses varpå det transmitterade ljuset mäts.

### Masspektrometri
Masspektrometri är en analysmetod där molekyler joniseras och sedan separeras efter sin kvot av massa och laddning i ett magnetiskt fält. Det finns en uppsjö av olika metoder för jonisering varav vissa milda metoder låter molekylerna vara i sin ursprungliga storlek och andra slår sönder molekylerna i fragment. Det finns också olika metoder för separation och detektion av jonerna.
Det är vanligt att en masspektrometer används som detektionsmetod vid gaskromatografi. Med hjälp av en intern standard av isotop-märkta ämnen kan halten av ett ämne bestämmas tillräckligt noggrant för att användas vid till exempel dopingkontroller.